# مکرتیچ یوزباشیان
مکرتیچ (نیکیتا) موُسسی یوزباشیان (ارمنی: Մկրտիչ (Նիկիտա) Մովսեսի Յուզբաշյան؛ زاده ۱۸۸۲ - درگذشته ۱۹۶۱) مهندس متخصص در زمینه الکترومکانیک اهل ارمنستان بود. وی نویسنده اولین کتاب درسی دربارهٔ الکتروتکنیک است که به زبان ارمنی منتشر شد.

## زندگی‌نامه
وی در ۱۸۸۲ در شوشی به دنیا آمد و از دانشگاه فنی دارمشتات (۱۹۱۰) فارغ‌التحصیل شد. سیمون یوزباشیان و کارن یوزباشیان برادر و پسر وی بود. وی در ۱۹۶۱ در سن ۷۹ سالگی در ایروان درگذشت.